# Voetbalshirt

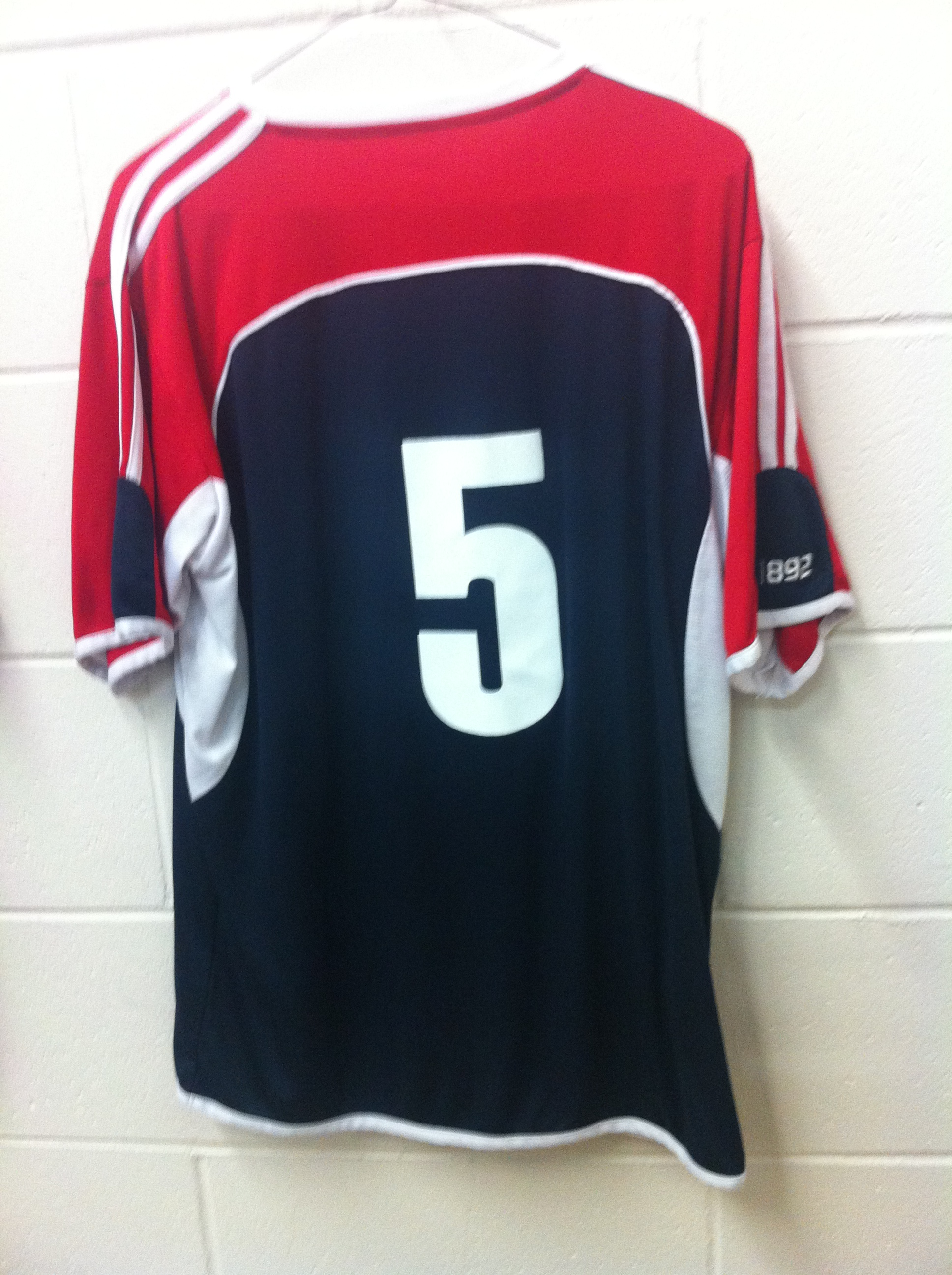
Een voetbalshirt met rugnummer 5

Een voetbalshirt is een shirt dat gedragen wordt tijdens een voetbalwedstrijd. Het kan een T-shirt, T-shirt met lange mouwen of poloshirt zijn. 
Elke voetbalclub heeft een eigen shirt dat zich van de shirts van andere clubs onderscheidt in vorm en kleur. Vooral grote voetbalclubs hebben een thuisshirt en een uitshirt, het laatste wordt gedragen bij uitwedstrijden. 
Vaak is het shirt voorzien van reclame van een sponsor van de club. Shirtreclame is in Nederland sinds 1 juli 1982 toegestaan.
Een voetbalclub wisselt vaak van voetbalshirt bij ingang van een nieuw voetbalseizoen. Een voetbalshirt is een verzamelobject. Een club verzamelt vaak zijn eigen shirts uit het verleden, die soms tentoongesteld zijn in het eigen voetbalmuseum.